# ماجد الدوسري (لاعب كرة قدم مواليد 1983)
ماجد إبراهيم الدوسري لاعب سعودي من مواليد 10 مايو 1983 .يلعب في الهجوم.

## مسيرة اللاعب
بدأ في الفئات السنية في نادي النصر و لعب بعدها مع نادي الحمادة ونادي سدوس ونادي الحزم ونادي الرياض ونادي الدرعية.